# Disporella complicata
Disporella complicata är en mossdjursart som först beskrevs av William Aitcheson Haswell 1880.  Disporella complicata ingår i släktet Disporella och familjen Lichenoporidae. Inga underarter finns listade i Catalogue of Life.